# Escape to Nowhere
Escape to Nowhere ist ein auf 8-mm-Film in Farbe gedrehter US-amerikanischer Kurzfilm des Regisseurs Steven Spielberg. In dem zwischen 1959 und 1962 vom Teenager Spielberg inszenierten Kriegsfilm mit einer Laufzeit von 40 Minuten wird eine in Ostafrika stattfindende Schlacht zwischen deutschen Truppen unter Führung des Generalfeldmarschalls Erwin Rommel und amerikanischen Soldaten während des Zweiten Weltkriegs nachgestellt. Spielberg unterlegte den Stummfilm  musikalisch mit Richard Wagners Walkürenritt.

## Handlung
Der ambitionierte Stummfilm erzählt die Geschichte einer Gruppe amerikanischer Soldaten, die beim Versuch, einen strategisch wichtigen Hügel in Ostafrika einzunehmen, von deutschen Truppen unter der Führung des Generalfeldmarschalls Erwin Rommel eingekesselt werden. Während des Versuchs, sich aus der Umzingelung zu lösen, werden bis auf einen Soldaten alle GIs von den deutschen Soldaten getötet.

## Produktion
Die Dreharbeiten für den 40-minütigen Kurzfilm streckten sich über fast drei Jahre von 1959 bis 1962. Spielberg drehte seinen Film mit etwa 30 Nachbarn, Freunden und Schulkameraden in den nahe Phoenix, Arizona  gelegenen Camelback Mountains und ohne Genehmigung in den Western-Filmstudios Cudia City. Im Verlauf des  Films gibt es fortwährend Schießereien. Um die Einschüsse auf die vor den Kugeln flüchtenden Soldaten real wirken zu lassen, wurden entlang des Fluchtwegs unter Sand versteckt Holzbretter gelegt. Wenn der Schauspieler nun über das Brett lief, und dabei etwas kräftiger auf den vorderen Teil des Brettes trat, wurde Sand, der auf dem hinteren Teil des Brettes diskret aufgehäuft wurde, nach oben katapultiert. Die daraus explosionsartig entstehende Staubwolke erzeugte die Illusion eines Einschusses.

## Auszeichnungen
Spielberg gewann mit dem Werk das Arizona Amateur Film Festival und erhielt als Preis eine 16mm-Kodak-Filmkamera und eine umfangreiche Sammlung mit Fachliteratur für Filmemacher. Auf Anraten seines Vaters verkaufte Spielberg die Kamera und kaufte stattdessen eine vollausgestattete 8-mm-Bolex H-8 de luxe mit mehreren Filmoptiken, einem 400-Fuß-Magazin, Stop-Motion- und Zeitlupenfunktion, so dass Spielberg in der Lage war, alles so drehen zu können, wie er es wollte. Zusätzlich spendierte der Vater ihm noch einen passenden Bolex-Projektor und ein gerade auf dem Markt gekommenes Bolex-Sonerizer-Tonsystem, mit dem es Spielberg erstmals möglich war, seine Filme mit Ton aufzunehmen. Spielberg experimentierte von nun an mit allen Einstellungsgrößen, Stop-Motion und Zeitlupen und drehte 1963 mit der neuen Kameraausrüstung Firelight, seinen ersten Film in Spielfilmlänge.